# KNM Alta
Le KNM Alta est un ancien dragueur de mines américain de la classe Adjutant de la Marine royale norvégienne. Il est désormais un navire musée basé au Musée de la marine royale norvégienne d'Horten dans le fjord d'Oslo.

## Histoire
Le dragueur de mines M314 Alta a été construit aux USA au chantier naval Hodgeson Brothers dans le Maine. Sa quille a été posée en juin 1951 et il a été lancé en janvier 1953. Il fait partie de la classe Adjutant, dragueurs de mines côtier, qui a été financée par le gouvernement américain dans le cadre d'un programme d'assistance militaire de réarmement de ses alliés européens.
La première année il a servi dans l'US Navy sous l'immatriculation AMS-104. Puis il a servi, de 1953 à 1966, dans la Marine belge en tant qu' Arlon (M 915).
En mars 1966 il a intégré la Marine royale norvégienne en prenant le nom de Alta (M314). Après 30 ans de service, en mai 1996, il a été confié à la société Fartoylaget KNM ALTA qui en assure l'entretien et le fonctionnement. Le navire est détenu par le Musée royal maritime norvégien d' Oslo. Il est l'unique exemplaire et le plus grand bateau en bois encore présent en Norvège.
Tous les dragueurs de mines sont nommés d'après les rivières norvégiennes. L'Altaelva dans le Comté de Finnmark est un des plus importants dans le nord de la Norvège.
Le KNM Alta est toujours opérationnel. Il navigue régulièrement pour des visites d'accueil et de la formation. Chaque année, il est présent à la base navale Haakonsvern norvégien près de Bergen. Il a fêté son jubilé pour son 50e anniversaire en 2003.
Il a participé aux Fêtes maritimes de Brest : Brest 2008.